# Gabriel André Aucler
Gabriel André Aucler, noto anche con lo pseudonimo di Quintus Nautius (Argenton-sur-Creuse, ... – Bourges, 1815), è stato un avvocato, filosofo e scrittore francese. Dopo la Rivoluzione francese, adottò il nome Quintus Nautius e cercò di ristabilire la religiosità pagana con lui stesso come leader. Pubblicò un libro nel 1799, La Thréicie, che esponeva le sue idee religiose. I suoi insegnamenti furono oggetto di un saggio di Gérard de Nerval, incluso in Les Illuminés nel 1852.

## Biografia
Gabriel André Aucler nacque ad Argenton-en-Berry intorno alla metà del XVIII secolo. Divenne avvocato di professione.
Aucler ammirava l'Antica Grecia e l'Antica Roma ed era un forte sostenitore della Rivoluzione francese, che vedeva come un mezzo per ricreare una repubblica su modello degli antichi. Durante la Prima Repubblica francese, divenne noto per il suo tentativo di ristabilire il paganesimo. Iniziò a chiamarsi Quintus Nautius, dichiarando di discendere da un'antica famiglia sacerdotale romana, e si autoproclamò Pontefice massimo di un movimento pagano. Nella sua casa celebrava riti concepiti come restaurazioni degli antichi misteri orfici.

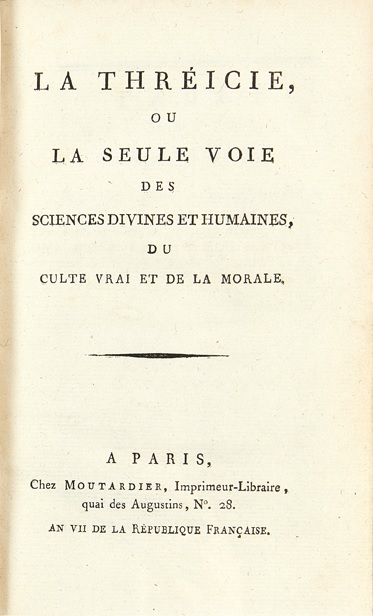
Pagina del titolo di La Thréicie

Aucler scrisse un libro sulle sue idee religiose, intitolato La Thréicie, ou la seule voie des sciences divines et humaines, du culte vrai et de la morale (Il Trace; o, L'unica via delle scienze divine e umane, del vero culto e della morale). L'opera, di 440 pagine, fu pubblicata sotto lo pseudonimo di "Q Nautius Aucler "da Moutardier a Parigi nel 1799, o anno VII secondo il Calendario repubblicano francese. Il libro promuove un revival del paganesimo nella Francia contemporanea e presenta tematiche pitagoriche di stampo panteistico. Condanna la conversione al cristianesimo come violenta, presenta il cristianesimo come moralmente corrotto e respinge l'esoterismo di Maximilien Robespierre. Il libro fu scritto nel momento in cui l'entusiasmo rivoluzionario si stava affievolendo. Aucler continuò a promuovere il paganesimo anche dopo che il cattolicesimo era stato restaurato in Francia.
Una poesia scritta da Aucler verso la fine della sua vita è stata interpretata come una ritrattazione delle sue opinioni. Fu pubblicata a Bourges nel 1813 in un opuscolo di 32 pagine intitolato L'Ascendant de la religion, ou Récit des crimes et des fureurs, de la conversion et de la mort chrétienne d'un grand coupable, qui ont eu lieu récemment dans la ville de Bourges (L'ascesa della religione, o racconto dei crimini e delle furie, della conversione e della morte cristiana di un grande colpevole, avvenuta recentemente nella città di Bourges). Aucler morì a Bourges nel 1815.

## Eredità
L'occultista Lazare Lenain di Amiens fu influenzato da Aucler e continuò a celebrare riti pagani dopo la Restaurazione borbonica in Francia. Scrisse un libro nel 1823, La Scienza della Kabbalah, che mescola Kabbalah e occultismo con temi tratti da La Thréicie.
Gérard de Nerval scrisse un saggio su Aucler, pubblicato nel novembre 1851 nella Revue de Paris, intitolato "Les Païens de la République: Quintus Aucler" (I Pagani della Repubblica: Quintus Aucler) e ripubblicato nel 1852 come "Quintus Aucler". Diversamente dagli altri ritratti in Les Illuminés, "Quintus Aucler" offre quasi nessuna informazione biografica, ma cita ampiamente La Thréicie. Insieme alla poesia Cristo nell'uliveto (1844) e al libro Viaggio in Oriente (1851), "Quintus Aucler" è stato analizzato come centrale nell'interesse di Nerval per il declino religioso. Nerval presentava il paganesimo di Aucler come un esempio della persistenza della religiosità nonostante il declino della fede. Scrisse che Aucler potrebbe essere considerato un pazzo se visto fuori dal suo contesto sociale, ma descrisse La Thréicie come "un libro che impone rispetto per l'onestà delle intenzioni e la sincerità delle credenze".
Jean-Joseph Gaume dedicò una sezione ad Aucler nella sua opera La Révolution (1856). Gaume paragonava il paganesimo di Aucler a progetti contemporanei come il "misticismo allegorico" di François Antoine de Boissy d'Anglas, Pierre Gaspard Chaumette e Robespierre, il "politeismo timido" di Jean-Baptiste Chemin-Dupontès e François Antoine Daubermesnil, il culto della Ragione e gli altari coperti di piante della Teofilantropia. Gaume scrisse che Aucler si distingueva per la sua insoddisfazione verso tutto, tranne il pieno ripristino dell'antico politeismo e la sua istituzione come religione di Stato.